# Wolin
Wolin é um município da Polônia, na voivodia da Pomerânia Ocidental e no condado de Kamień. Estende-se por uma área de 14,47 km², com 4 859 habitantes, segundo os censos de 2016, com uma densidade de 336 hab/km².